# Justicia urophylla
Justicia urophylla är en akantusväxtart som först beskrevs av Gustav Lindau, och fick sitt nu gällande namn av D.N. Gibson. Justicia urophylla ingår i släktet Justicia och familjen akantusväxter. Inga underarter finns listade i Catalogue of Life.